# Pothuis (Makkum)

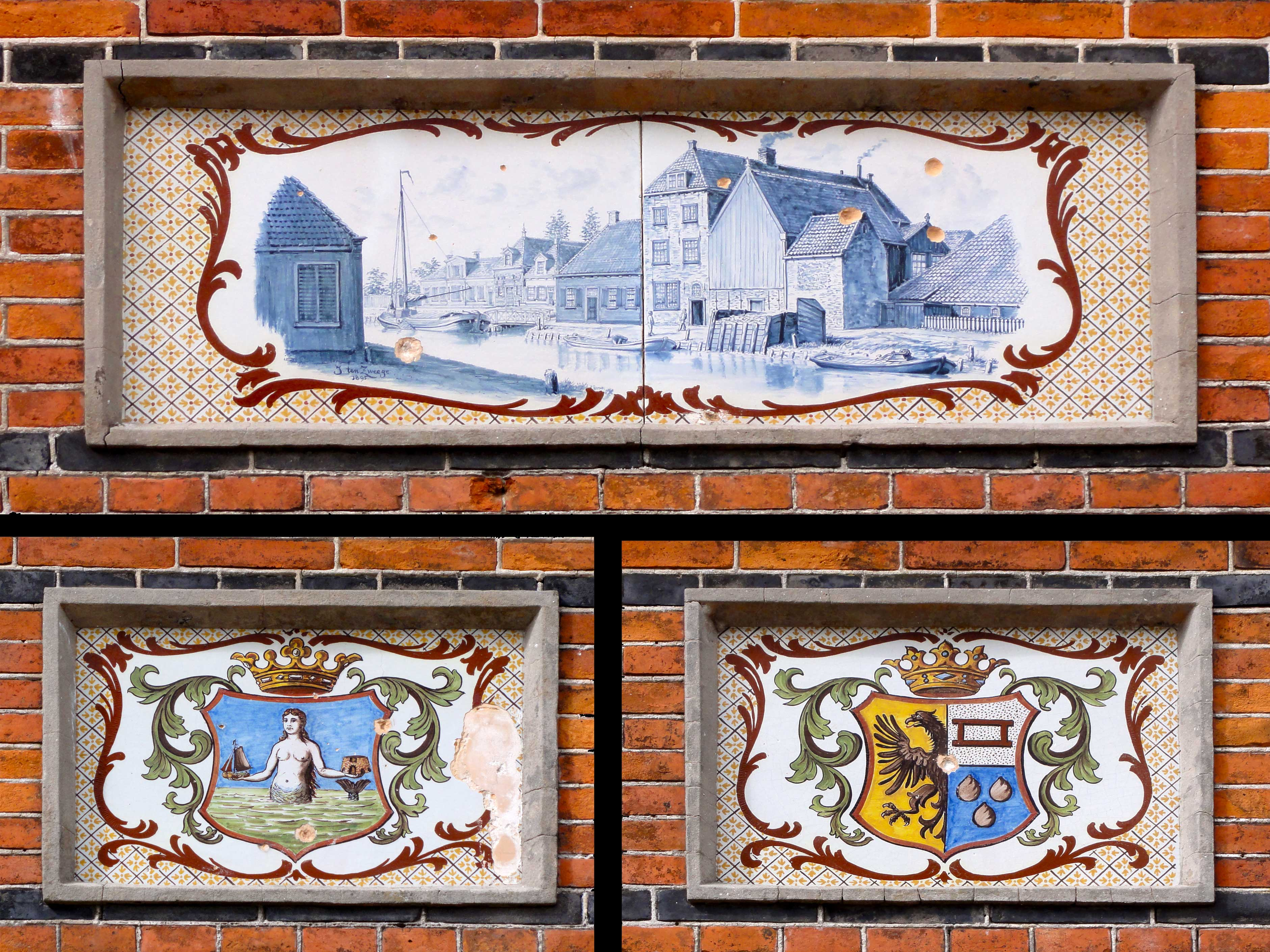
De tegels in het pothuis van Tichelaar in Makkum, hier gegroepeerd weergegeven

Het Pothuis aan de Turfmarkt 55 in de Friese plaats Makkum werd door de familie Tichelaar van de aardewerk- en tegelfabriek Tichelaar gebruikt als pakhuis en van 1960 tot 1984 als museum en expositieruimte.

## Beschrijving
Het Pothuis fungeerde in de 19e eeuw en het begin van de 20e eeuw als tegelpakhuis voor de Makkumer tegelfabriek van Tichelaar. In 1895 gaf de toenmalige eigenaar, Jan Pieters Tichelaar, de opdracht om de gevel van het bij het bedrijf horende Pothuis aan de Turfmarkt 55 te vernieuwen. Bij deze vernieuwing liet hij door de plateelschilder Jacobus ten Zweege jr. een drietal tegels vervaardigen. De middelste tegel op het pand laat de bedrijfsgebouwen van Tichelaar aan de Turfmarkt in Makkum te zien. Dit tableau wordt geflankeerd door twee wapens, het wapen van Makkum met de zeemeermin en het wapen van de familie Tichelaar.
Van 1960 tot 1984 werd het Pothuis gebruikt als museum en werden er tentoonstellingen gehouden. Later werd de collectie overgebracht naar het Waaggebouw van Workum. In 2001 werd de collectie aardewerk in bruikleen overgedragen aan het museum Princessehof in Leeuwarden.